# Yèvre-la-Ville
Yèvre-la-Ville település Franciaországban, Loiret megyében. Lakosainak száma 666 fő (2022. január 1.). Yèvre-la-Ville Estouy, Bouilly-en-Gâtinais, Boynes, Courcelles-le-Roi, Dadonville, Givraines és La Neuville-sur-Essonne községekkel határos.

## Népesség
A település népessége az elmúlt években az alábbi módon változott:
| Lakosok száma | 414  | 637  | 698  | 686  | 718  | 709  | 702  | 698  | 694  | 666  |
|               | 1968 | 1982 | 1990 | 2006 | 2013 | 2015 | 2017 | 2019 | 2020 | 2022 |